# Posavska statisztikai régió
Posavska (jelentése „Száva menti”) Szlovénia 12 statisztikai régiójának egyike. Területe 885 km², lakosságának száma 69 826 volt 2005-ben. A legnagyobb városa Krško. Az ország második legkisebb tartománya. A krškói atomerőmű, Szlovénia egyetlen atomerőműve itt található.

## Községek a régió területén
A statisztikai régió területén a következő községek (szlovénül občina) találhatók:
- Bistrica ob Sotli község
- Brežice község
- Kostanjevica na Krki község
- Krško városi község
- Radeče község
- Sevnica község

## Gazdaság
Foglalkoztatási ágak: 45,8% szolgáltatások, 42,8% ipar, 11,4% mezőgazdaság.

## Turizmus
- A Szlovéniát látogatóknak 5,9% jön el ebbe a régióba, azok közül 63,9% Szlovéniából jött.